# Стратегическая разведка в Соединённых Штатах Америки
Стратегическая разведка в Соединённых Штатах Америки:
1. деятельность частных лиц, частных организаций, государственных дипломатических, гражданских и военных ведомств, осуществляющих разведывательную деятельность стратегического уровня;
2. частные лица, частные организации, государственные дипломатические, гражданские и военные ведомства, осуществляющие стратегическую разведку;
3. научная и учебная дисциплина в гражданских, дипломатических и военных учебных заведениях;
4. предмет научного изучения и философского осмысления;
5. часть национальной истории нации и государства.

## Цель и задачи
Соединённые Штаты Америки финансируют и осуществляют разведывательную деятельность стратегического уровня, обеспечивают подготовку специалистов в области стратегической разведки, проводят теоретические и практические научные исследования по проблемам стратегической разведки. Стратегическую разведку осуществляют специализированные государственные ведомства, частные организации США и частные лица, граждане США.
Стратегическая разведка является важнейшим и неотъемлемым компонентом государственной деятельности с целью обеспечения безопасности, суверенитета и независимости Соединённых Штатов Америки, охраны и защиты жизни, здоровья, прав и свобод американских граждан как внутри страны, так и за её пределами.
Стратегическая разведка является инструментом, позволяющим высшему политическому и военному руководству США оперативно, в возможно полном объёме и высоком качестве круглосуточно и непрерывно иметь доступ к информации стратегического уровня, что необходимо для профессиональной компетентной и эффективной государственной деятельности верхних эшелонов американской власти.
Соединённые Штаты Америки имеют самый большой в мире штат сотрудников — государственных служащих, осуществляющих деятельность в области стратегической разведки в интересах США и их союзников.
Конгресс США выделяет самые большие в мире бюджетные финансовые средства на осуществление стратегической разведки американскими государственными учреждениями.

## Неправительственные организации стратегической разведки
RAND Corporation — РЭНД Корпорэйшн — американская разведывательно-аналитическая легальная некоммерческая организация, — Центр стратегических исследований.
- (Корпорация) Исследования и разработки | РЭНД || RAND | Research and Development (Corporation)
  - Основана: 1948
  - Основатели: Генри Х. Арнольд и Дональд Уиллс Дуглас (старший)
  - Штаб-квартира: Санта-Моника, штат Калифорния; имеет Отделение в Питсбурге
  - Число сотрудников: ~ 1700
  - Девиз: «To help improve policy and decisionmaking through research and analysis»
  - Веб-сайт:  rand.org

Основная деятельность — научные исследования, образовательные программы и благотворительность в интересах общественного благополучия и национальной безопасности США. Выявление и разработка новых методов анализа стратегических проблем, генерирование новых стратегических идей и концепций, военно-технический анализ.
Центр основан как частная неправительственная организация в 1948 первоначально — для конструирования самолётов и космической техники в Санта-Монике. С 1950-х выполняет заказы американских правительственных ведомств, в том числе: Администрации действующего Президента в Белом Доме, Государственного департамента, ФБР, ЦРУ, РУ МО и других. Сотрудники занимаются исследованиями проблем национальной безопасности. В том числе — осуществляют военно-технический анализ и практикуют различные аспекты сбора, систематизации и обработки информации стратегического уровня.
Предположительно, после появления Статьи: «Стратегическая география» в Российской Википедии, термин и понятие в RAND Corporation были подвергнуты проверке и анализу и предложены в собственной интерпретации Администрации действующего Президента США Барака Обамы.
- Strategic Forecasting Inc.—частная разведывательная и аналитическая компания.
- Американский союз политических наук (англ.)

## Государственные организации, осуществляющие стратегическую разведку
Ведущими специализированными государственными учреждениями США в области стратегической разведки являются:
- Государственный департамент США
- Центральное разведывательное управление
- Агентство национальной безопасности
- Разведывательное управление Министерства обороны

- Государственный департамент США || United States Department of State
  - государственное исполнительное дипломатическое ведомство — аналог министерства иностранных дел; в правительстве США выполняет функцию министерства иностранных дел
  - руководитель — Государственный секретарь США
  - создано: в 1789; Первый государственный секретарь — Томас Джефферсон
  - штаб-квартира: Дом Гарри Трумена, Вашингтон
  - жаргон I: Вашингтон
  - жаргон II: Белый Дом
  - жаргон III: Госдепартамент
  - жаргон IV: На берегах Потомака
- Центральное разведывательное управление | ЦРУ || CIA | Central Intelligence Agency
  - основной орган внешней разведки и контрразведки, включая нелегальную деятельность; входит в Разведывательное сообщество США
  - осуществляет разведывательную деятельность вне пределов США
  - запрещена разведывательной деятельность на территории США
  - руководитель — Директор Национальной разведки
  - штаб-квартира: Лэнгли | Langley — район Маклин, округ Фэрфакс, штат Виргиния, пригород Вашингтона, 13 км.
  - создано 18 сентября 1947
  - жаргон I Лэнгли
  - жаргон II Длинная Рука
  - жаргон III Тихие джентльмены
  - жаргон IV Тринадцатый километр
- Агентство национальной безопасности | АНБ ||  NSA | National Security Agency
  - подразделение радиотехнической и электронной разведки Министерства обороны; входит в состав Разведывательного сообщества на правах независимого разведывательного органа
  - подчинено Министерству обороны
  - штаб-квартира: Форт-Мид, штат Мэриленд
  - создано 4 ноября 1952
  - жаргон Большой Брат
- Разведывательное управление Министерства обороны | РУ МО || DIA | Defense Intelligence Agency
  - осуществляет разведывательную деятельность вне пределов США
  - запрещена разведывательной деятельность на территории США
  - подчинено Министру обороны
  - штаб-квартира: База военно воздушных сил Анакостия-Боллинг, город Вашингтон; часть подразделений расквартирована в Пентагоне
  - создано 1 октября 1961
  - жаргон IРУ МО
  - жаргон II Факел

## История создания

### Управление стратегических служб. 1942—1945
До вступления США во Вторую мировую войну разведкой в стране занимались специализированные отделы в различных ведомствах исполнительной власти: Государственном департаменте, Казначействе, а также — в американской армии и военно-морском флоте. Единого управляющего или координирующего органа руководства разведывательной деятельностью в интересах США не существовало. Часть функций разведки выполняло Федеральное бюро расследований.
Армия и военно-морской флот имели собственные независимые Отделы криптоанализа Signals Intelligence Service и OP-20-G, которые не обменивались информацией друг с другом.
Успешная операция Японского Императорского военно-морского флота по уничтожению основных сил Тихоокеанского флота в военно-морской базе Перл-Харбор на Гавайских островах 7 декабря 1941 года выявила неэффективность работы разведывательных ведомств США.
С вступлением во Вторую мировую войну Соединённые Штаты Америки обрели противников и союзников в обоих полушариях; доктрина Монро и политика изоляционизма оказались несостоятельными. Президент США Франклин Делано Рузвельт и «президентская команда» осознали смертельную опасность, которую представляли для существования страны фашистский режим Бенито Муссолини в Италии, нацистский режим Адольфа Гитлера в Германии и крайне правые националистические правительственные и военные круги в Императорской Японии.
Дипломатическая и военно-дипломатическая разведка, тактическая военная разведка, отдельные разрозненные элементы стратегической разведки уже не могли удовлетворить Белый дом, Конгресс, Государственный департамент, Военное министерство, руководящие органы армии, авиации и военно-морского флота.
Вопросами стратегической разведки в частном порядке и на свои собственные средства занимался гражданин США, нью-йоркский адвокат Уильям Джозеф Донован — ветеран Первой мировой войны, кавалер Медали почета. Донован обратился с личным Посланием к президенту США, в котором обосновал необходимость создания национальной службы стратегической разведки, где определил в общем виде её цели и задачи. Уильям Стефенсон, кадровый английский разведчик, близкий друг Донована, представитель британской разведки в Западном полушарии, поддержал инициативу и рекомендовал американскому Президенту назначить Уильяма Донована руководителем будущей разведывательной службы. Франклин Рузвельт согласился с необходимостью создать новое государственное разведывательное ведомство и утвердил предложенную ему кандидатуру Уильяма Донована, как руководителя Стратегической разведки США. Президент особым условием поставил требование о подчинении нового разведывательного ведомства лично Президенту и Администрации Белого дома. Выполнение такого условия позволяло Франклину Рузвельту, минуя промежуточные инстанции, в условиях глобальной мировой войны иметь прямой круглосуточный непрерывный доступ к информации высшего уровня, каковой являются сведения стратегической разведки.
Распоряжением Президента США в июне 1942 года было создано новое государственное разведывательное учреждение, призванное искать, добывать, систематизировать и предлагать Президенту, Администрации Белого дома, Конгрессу, Военному министерству, высшему руководству армии и военно-морского флота политическую, экономическую и военную информацию стратегического уровня.
Под руководством полковника Уильям Джозеф Донована было создано Управление стратегических служб | УСС | | OSS | Office of Strategic Services в составе Комитета начальников штабов. В компетенцию УСС входили не только разведывательные функции, но и оперативные специальные операции в любой точке мира. Оперативным и перспективным обеспечением сведений стратегической и общей географии занималось в составе УСС специализированное Картографическое Отделение, которое возглавил известный американский географ Артур Робинсон.
Решение Президента США создать новую службу стратегической разведки встретило в Соединённых Штатах неоднозначную реакцию. Директор Федерального бюро расследований Эдгар Гувер (1875—1972) полагал, что имея сложившуюся и разветвленную структуру и богатый оперативный опыт, ФБР может успешно и эффективно заниматься разведывательной и контрразведывательной деятельностью как на территории США, так и за её пределами. Однако эта инициатива не нашла понимания в окружении президента. Создавшаяся ситуация привела к трениям между ФБР и УСС и, в определенной мере, к конкуренции в оперативной разведывательной работе.
По окончании Второй мировой войны, 20 сентября 1945 Управление стратегических служб было упразднено новым Президентом США Гарри Трумэном. Структурные подразделения УСС были разделены и вошли в состав Министерства обороны и Государственного департамента. Госдепартаменту были переданы Отделы исследований и анализа, а военному министерству — Отделы разведки и контрразведки.